# Tadzjikistan op de Paralympische Winterspelen 2018
Tadzjikistan was een van de landen die deelnam aan de Paralympische Winterspelen 2018 in Pyeongchang, Zuid-Korea en het was tevens de eerste keer dat Tadzjikistan een atleet afvaardigde op de Paralympische Winterspelen.

## Deelnemers en resultaten
(m) = mannen, (v) = vrouwen 

### Langlaufen
| Paralympiër                                  | Onderdeel                                          | Resultaat | Prestatie |
| -------------------------------------------- | -------------------------------------------------- | --------- | --------- |
| Siyovush Iliasov Gids: Ilkhomiddin Abdulloev | 1.5 km sprint klassieke stijl, visueel beperkt (m) | 20e       | 8:22.8    |

Andorra · Argentinië · Armenië · Australië · België · Bosnië en Herzegovina · Brazilië · Bulgarije · Canada · Chili · China · Denemarken · Duitsland · Finland · Frankrijk · Georgië · Griekenland · Groot-Brittannië · Hongarije · IJsland · Iran · Italië · Japan · Kazachstan · Kroatië · Mexico · Mongolië · Nederland · Nieuw-Zeeland · Noord-Korea · Noorwegen · Oekraïne · Oezbekistan · Oostenrijk · Polen · Roemenië · Servië · Slovenië · Slowakije · Spanje · Tadzjikistan · Tsjechië · Turkije · Verenigde Staten · Wit-Rusland · Zuid-Korea · Zweden · Zwitserland
Neutrale paralympische atleten